# ألكساندر فلاسوف
ألكساندر فلاسوف (بالروسية: Александр Анатольевич Власов )‏ (و. 1996  م) هو راكب دراجة هوائية روسي، ولد في فيبورغ.

## سجل الفوز

### سباقات أو مراحل فاز بها
| التاريخ        | السباق                                                                   | المركز                                                                                            |
| -------------- | ------------------------------------------------------------------------ | ------------------------------------------------------------------------------------------------- |
| 01 يناير 2018  | طواف إيطاليا للدراجات تحت 23 سنة 2018                                    | الفائز في التصنيف العام                                                                           |
| 04 فبراير 2018 | فولتا فالنسيا 2018                                                       | التاسع في تصنيف أفضل شاب                                                                          |
| 13 مارس 2018   | تيرينو ادرياتيكو 2018                                                    | الخامس في تصنيف أفضل شاب                                                                          |
| 20 أبريل 2018  | جيرو ديل ترينتينو 2018                                                   | الخامس في تصنيف أفضل شاب                                                                          |
| 08 يوليو 2018  | طواف سيبيو للدراجات 2018                                                 | الثاني في تصنيف أفضل شاب، الثالث في التصنيف العام، الرابع في تصنيف الجبال، السابع في تصنيف النقاط |
| 26 أغسطس 2018  | تور دي أفينير 2018                                                       | الرابع في التصنيف العام، السادس في تصنيف الجبال                                                   |
| 16 سبتمبر 2018 | أوكولو سلوفينسكا 2018                                                    | السادس في تصنيف الجبال، الثامن في تصنيف أفضل شاب                                                  |
| 01 يناير 2019  | طواف أندلوسيا 2019                                                       | الثامن في التصنيف العام                                                                           |
| 10 فبراير 2019 | فولتا فالنسيا 2019                                                       | الثاني في تصنيف أفضل شاب                                                                          |
| 31 مارس 2019   | كوبي وبارتالي 2019                                                       | الثاني في تصنيف أفضل شاب، الثامن في التصنيف العام                                                 |
| 06 أبريل 2019  | جيرو دي سيسيليا 2019                                                     | الثاني في تصنيف أفضل شاب، الرابع في التصنيف العام، الرابع في تصنيف الجبال، السادس في تصنيف النقاط |
| 05 مايو 2019   | فولتا أستورياس 2019                                                      | الأول في تصنيف أفضل شاب، الثالث في التصنيف العام، الرابع في تصنيف الجبال، الخامس في تصنيف النقاط  |
| 23 يونيو 2019  | طواف سلوفينيا 2019                                                       | الأول في تصنيف الجبال، الثالث في التصنيف العام، الخامس في تصنيف النقاط                            |
| 16 فبراير 2020 | طواف بروفانس 2020                                                        | الأول في تصنيف أفضل شاب، الثاني في التصنيف العام، الثاني في تصنيف النقاط                          |
| 06 أغسطس 2020  | مونت فينتو دينفلاي تشالنجز 2020                                          | الفائز في التصنيف العام                                                                           |
| 18 أغسطس 2020  | طواف إيميليا 2020                                                        | الفائز في التصنيف العام                                                                           |
| 14 سبتمبر 2020 | تيرينو أدرياتيكو 2020                                                    | الأول في تصنيف أفضل شاب، الخامس في التصنيف العام، الخامس في تصنيف الجبال، السابع في تصنيف النقاط  |
| 14 مارس 2021   | باريس-نيس 2021                                                           | الأول في تصنيف أفضل شاب، الثاني في التصنيف العام                                                  |
| 17 يونيو 2021  | سباق الطريق ضد الساعة للرجال في بطولة روسيا لسباق الدراجات ضد الزمن 2021 | الفائز في التصنيف العام                                                                           |
| 06 فبراير 2022 | فولتا لا كومونيتات فالنسيانا 2021                                        | الفائز في التصنيف العام                                                                           |
| 01 مايو 2022   | طواف روماندي 2022                                                        | الفائز في التصنيف العام                                                                           |

## روابط خارجية
- ألكساندر فلاسوف على موقع الاتحاد الدولي للدراجات (الإنجليزية)
- ألكساندر فلاسوف على موقع أرشيف الدراجات (الإنجليزية)
- ألكساندر فلاسوف على موقع إحصائيات الدراجات الإحترافية (الإنجليزية)
- ألكساندر فلاسوف على موقع نسبة الدراجات (الإنجليزية)
- ألكساندر فلاسوف على موقع اللجنة الأولمبية الدولية (الإنجليزية)
- ألكساندر فلاسوف على موقع أوليمبيديا (الإنجليزية)